# Цифровое телевидение в Кыргызстане
Цифровое телевидение в Киргизии — совокупность существующей в Киргизии инфраструктуры, организаций и сервисов, связанных с программным наполнением, передачей и приёмом телевизионных каналов при помощи кодирования видеосигнала и сигнала звука с использованием цифровых сигналов.

## Цифровое эфирное вещание

### Переход на цифровое вещание
С 1994 года Киргизия является членом Международного союза электросвязи (МСЭ), и поэтому, как и 103 других стран участников, на второй Региональной конференции радиосвязи в Женеве в 2006 году присоединилась к плану окончательного перехода на цифровое эфирное телевещание (План «Женева-2006»). За Киргизией в плане «Женева-2006» закреплен частотный ресурс, позволяющий создать 15 мультиплексов, транслируемых на всю страну. Согласно данному плану, в приграничных районах Киргизия должна отключить аналоговые телеканалы до 17 июня 2015 года, поскольку аналоговые телевизионные станции могут мешать соседним странам в том случае, если к этому моменту они тоже перейдут на цифровое телевещание. Дата 17 июня 2015 года означает, что с этого дня аналоговые телеканалы теряют свой приоритет над цифровыми, и, следовательно, должны быть отключены там, где их работа создает помехи для цифрового вещания. Однако внутри страны аналоговое телевидение может еще долго существовать наравне с цифровым. Полное отключение аналогового телевещания было намечено на 15 мая 2017 года. Переход на «цифру» также напрямую связан с вопросами обеспечения информационной безопасности страны, а также с вопросами удовлетворения потребностей населения в доступе к информации через качественное вещание. Важность перехода показывают следующие исходные данные: около 94 % населения Киргизии смотрят  аналоговое телевидение в дециметровом диапазоне волн. При этом 87 % населения считают телевидение самым важным источником информации, а 86 % считают его самым надежным источником.
Киргизия стала первой страной в Центральной Азии применившей цифровое эфирное телевидение. Внедрение началось с пилотного проекта в самой проблемной и удалённой от центра Баткенской области в ноябре 2008 года, вещание осуществлялось в стандарте DVB-T, признанным в 2013 году устаревшим. Вещание в стандарте DVB-T осуществлялось также и в других областях.
В 2011 году в Киргизии была принята государственная Программа по переходу на цифровое телевидение. Согласно данной Программе, строительство цифровых сетей параллельно ведется как государственным оператором связи ОАО «Кыргызтелеком», так и частными операторами связи, объединившимися в ООО «Цифровые технологии». ООО «Цифровые технологии» объединило 22 частных телеканала, которым государство выделило на безвозмездной основе два мультиплекса для нужд вещания. Еще четыре мультиплекса были выделены ОАО «РПО РМТР», которое является филиалом государственного ОАО «Кыргызтелеком». На него же была возложена задача по строительству сети, которая обеспечит прием цифрового сигнала на 95 % территории Киргизии. Кроме того, были выделены средства для технической модернизации оборудования телеканалов, вошедших в Социальный мультиплекс бесплатных для населения программ (8 общенациональных и 7 региональных). Чтобы облегчить переход на цифровое телевидение для социально уязвимых слоев населения, в государственном бюджете предусмотрены средства для покупки ресиверов с целью их бесплатной передачи малоимущим гражданам. В соответствии с данной программой перехода, Киргизия разделила процесс перехода на цифровое вещание на 4 этапа (с расчётом того, что к сентябрю 2016 года 95 % населения Киргизии будет иметь возможность смотреть цифровое телевидение):
1. До 6 ноября 2014 года. Запуск в тестовом режиме передатчиков на 9 радиорелейных станциях ОАО «РПО РМТР» в Ошской, Джалал-Абадской, Таласской и Чуйской областях.
2. До мая 2015 года. Установка передатчиков в Ошской, Джалал-Абадской, Нарынской и Иссык-Кульской областях.
3. До октября 2015 года. Установка передатчиков на 24 радиорелейных станциях в Иссык-Кульской, Нарынской, Джалал-Абадской и Ошской областях.
4. До сентября 2016 года. Установка передатчиков в Баткенской области.

27 апреля 2015 года в Киргизии была запущена глобальная информационная кампания по переходу на цифровое телевидение под слоганом «Включи цифру!». В рамках кампании проводилась широкомасштабная работа по информированию населения о подключении к цифровому телесигналу: подготовлена серия информационных роликов для радио и телевидения, запущен сайт, заработал телефон бесплатной горячей линии. В процесс информирования населения привлекались волонтеры и региональные координаторы. А ключевые лица, ответственные за переход на цифровое телевидение, побывали во всех областях страны с «Цифровым караваном». Главный посыл кампании — своевременное приобретение населением ресиверов (цифровых приставок) или новых телевизоров. Организаторы кампании подчеркивали, что при приобретении ресиверов необходимо обратить внимание на сертификат Государственного агентства связи (ГАС КР).
Полное отключение аналогового телевещания и переход на цифровое наземное телевещание на территории КР произошли 15 мая 2017 года.

### Вещание в стандарте DVB-T2
В Киргизии из-за сложностей рельефа отдано предпочтение стандартам DVB-T2 и MPEG-4. DVB-T2 — это европейский стандарт второго поколения цифрового эфирного телевидения, который превосходит DVB-T как по пропускной способности, так и по помехоустойчивости. Приёмники DVB-T несовместимы с вещанием в стандарте DVB-T2, поэтому при выборе новой техники для просмотра эфирного цифрового телевидения в Киргизии (телевизор, телевизионная приставка-ресивер) важно убедиться, что она поддерживает стандарты DVB-T2 и MPEG-4. С выбором оптимальных параметров мультиплексирования и сжатия цифрового сигнала один мультиплекс стандарта DVB-T2 может вместить до 15 телевизионных каналов стандартной чёткости.
Тестовое цифровое эфирное вещание в новом стандарте DVB-T2 на значительной территории Киргизии стартовало 6 ноября 2014 года. С этого времени цифровой сигнал доступен в Иссык-Кульской области (на северном берегу озера Иссык-Куль — до города Чолпон-Ата, на южном берегу — до села Барбулак), в Чуйской области от города Кара-Балта до города Кемин, а также в городах Талас, Джалал-Абад и Ош. Ранее, с 2012 года, цифровое эфирное вещание в стандарте DVB-T2 было доступно только в столице республики, в городе Бишкек.

#### Социальный мультиплекс (1-й мультиплекс)
К 2015 году в социальный цифровой пакет каналов («Социальный мультиплекс» Киргизии), который можно смотреть бесплатно на всей территории страны, входили 8 каналов. 7 общенациональных (4 общественно-информационных — «ОТРК», «ЭлТР», «Пятый канал» и «Мир»; 1 детско-юношеский — «Баластан»; 1 культурно-просветительский — «Маданият»; 1 социальный — «Пирамида») и 1 региональный канал (свой в каждой из семи областей Киргизии). Региональные каналы должны были сформировать местные телекомпании (см. табл. Региональный компонент). В 2014—2015 годах ожидалось, что количество каналов в Социальном мультиплексе будет 15. К 2017 году число общенациональных телеканалов возросло до 11, региональных — до 2 (см. таблицы). За 2014—2015 годы государством было выделено 160 млн сомов на техническое переоснащение телерадиокомпаний, включенных в Социальный мультиплекс. К рубежу 2016—2017 годов «Социальный мультиплекс» стал называться и «1-м мультиплексом», так как к этому времени был сформирован и начал вещание «2-й мультиплекс». Состав 1-го мультиплекса также был изменён путём добавления новых телеканалов, созданных «Общественной телерадиовещательной корпорацией Киргизии» («ОТРК», кирг. «КТРК») и ГТРК «ЭлТР», а также второго регионального телеканала в некоторых областях.
| Телеканал (СМИ)                                     | Телекомпания                   |
| --------------------------------------------------- | ------------------------------ |
| «Общественный (первый) канал» (кирг. «КТР», «КТРК») | «ОТРК» («КТРК»)                |
| «Баластан»                                          | «ОТРК» («КТРК»)                |
| «История и культура» («Маданият тарых тил»)         | «ОТРК» («КТРК»)                |
| «Ала-Тоо 24»                                        | «ОТРК» («КТРК»)                |
| «Спорт» («КТРК Спорт»)                              | «ОТРК» («КТРК»)                |
| «Музыка»                                            | «ОТРК» («КТРК»)                |
| «ЭлТР»                                              | ГТРК «ЭлТР»                    |
| «Наука и образование» («Илим жана Билим»)           | ГТРК «ЭлТР»                    |
| «Мир»                                               | МТРК «Мир»                     |
| «Пятый канал»                                       | ЗАО «Пятый канал»              |
| «Пирамида»                                          | ОсОО «МедиаХолдинг „Пирамида“» |

| Частотный канал (по ГОСТ 7845-92) | Регион                        | Телеканал (СМИ)                                         | Телекомпания                                      |
| --------------------------------- | ----------------------------- | ------------------------------------------------------- | ------------------------------------------------- |
|                                   | Баткенская область            | «Баткен ТВ»                                             | «Баткенская областная телерадиокомпания»          |
| «Ынтымак»                         | Баткенская область            | «Общественная региональная телерадиокомпания „Ынтымак“» |                                                   |
|                                   | Джалал-Абадская область       | «Джал-Абад ТВ»                                          | «Джалал-Абадская областная телерадиокомпания»     |
| «Ынтымак»                         | Джалал-Абадская область       | ОРТРК «Ынтымак»                                         |                                                   |
|                                   | Иссык-Кульская область        | «Иссык-Куль ТВ»                                         | «Иссык-Кульская областная телерадиокомпания»      |
|                                   | Нарынская область             | «Нарын ТВ»                                              | «Нарынская областная телерадиокомпания»           |
| 38                                | Ошская область, город Ош      | «Ынтымак»                                               | ОРТРК «Ынтымак»                                   |
| 38                                | Ошская область, город Ош      | «ОшТВ»                                                  | ГТРК «ОшТВ»                                       |
|                                   | Таласская область             | «Талас ТВ»                                              | «Таласская областная телерадиокомпания»           |
| 54                                | Чуйская область, город Бишкек | «СТВ»                                                   | «Чуйская областная телерадиокомпания „Сары-Озон“» |

#### 2-й мультиплекс
В отличие от 1-го, во 2-м мультиплексе присутствуют не только киргизские и межгосударственные каналы. Но его состав не одинаков на всей территории Киргизии (см. табл.).
| Частотный канал (по ГОСТ 7845-92) | Регион                        | Телеканалы (СМИ) |
| --------------------------------- | ----------------------------- | --- |
|                                   | Баткенская область            | Телеканал "Манас", «Россия РТР», «Первый канал», «Кыргыз ТВ», «Санат ТВ», «Тумар ТВ», «Билим ТВ», «ОшТВ», «НТС» |
|                                   | Джалал-Абадская область       | Телеканал "Манас", «Россия РТР», «Первый канал», «Кыргыз ТВ», «Санат ТВ», «Тумар ТВ», «Билим ТВ», «ОшТВ», «НТС» |
|                                   | Иссык-Кульская область        | Телеканал "Манас", «Россия РТР», «Первый канал», «Кыргыз ТВ», «Санат ТВ», «Тумар ТВ», «Билим ТВ», «НТС» |
|                                   | Нарынская область             | Телеканал "Манас", «Россия РТР», «Первый канал», «Кыргыз ТВ», «Санат ТВ», «Тумар ТВ», «Билим ТВ», «НТС» |
| 52                                | Ошская область, город Ош      | Телеканал "Манас", «Россия РТР», «Первый канал», «Кыргыз ТВ», «Санат ТВ», «Тумар ТВ», «Билим ТВ», «ОшТВ», «НТС» |
|                                   | Таласская область             | Телеканал «Манас», «Первый канал», «Кыргыз ТВ», «Санат ТВ», «Тумар ТВ», «НТС» |
| 59                                | Чуйская область, город Бишкек | Телеканал «Манас», «Первый канал», «Кыргыз ТВ», «Санат ТВ», «Тумар ТВ», «Билим ТВ», «Любимый», «TV1.KG», «Микс», «Семейный», «312 Кино», «312 Кидс», «312 Музыка», «312 Сериал», «Умут ТВ», «Азия ТВ», «Tigiboo», «Next», «НТС» |

## Цифровое спутниковое, эфирно-кабельное, кабельное и IPTV вещание
Существует практика использования цифровых эфирно-кабельных технологий MMDS (до 2014 года) и МИТРИС (на основе DVB-S2) операторами платного телевидения «Neotelecom» (с 2009 года) и «Aitv network» (вещание в Чуйской долине с 2015 года). В отличие от изначального применения, потребителями услуг этих операторов в Киргизии являются сами абоненты, а не кабельные распределительные системы для многоквартирных домов (кабельные операторы). Также осуществляется телевещание с использованием технологии IPTV («Кыргызтелеком», «Aknet», «Мегалайн» и др.). Кабельное вещание в стандарте DVB-C в Киргизии отсутствует, но ранее осуществлялось в г. Бишкек оператором «Ала ТВ».
Спутниковое телерадиовещание осуществляется в стандарте DVB-S2 с помощью спутников Eutelsat 70B, находящегося в орбитальной позиции 70,5°Е и Azerspace-1 (позиция 46°E). С обоих спутников вещание идёт в лучах «Central Asia». Однако, луч «Central Asia» азербайджанского спутника имеет заметно большее покрытие территории за счёт центральных областей России, Урала, Турции и Балканских стран. Общегосударственный телеканал «ЭлТР» вещается также со спутника Türksat 3A (42°Е). На территории республики также доступен приём спутникового вещания со множества других спутников расположенных в позициях от 4°E до 145°E. При выборе телевизора или ресивера (приставки) для приёма спутниковых каналов важно убедиться в том что они поддерживают современные стандарты DVB-S2 и MPEG-4.